# Campionati austriaci di sci alpino 2009
I Campionati austriaci di sci alpino 2009 si sono svolti a Lackenhof e a Saalbach-Hinterglemm tra il 17 e il 23 marzo. Il programma includeva gare di discesa libera, supergigante, slalom gigante, slalom speciale e combinata, tutte sia maschili sia femminili, ma le discese libere sono state annullate.
Trattandosi di competizioni valide anche ai fini del punteggio FIS, vi hanno partecipato anche sciatori di altre federazioni, senza che questo consentisse loro di concorrere al titolo nazionale austriaco.

## Risultati

### Uomini

#### Discesa libera
La gara, in programma il 1º aprile a Saalbach-Hinterglemm, è stata annullata.

#### Supergigante
| Pos. | Atleta               | Nazione | Tempo   |
| ---- | -------------------- | ------- | ------- |
| 1    | Hannes Reichelt      | Austria | 1:16,99 |
| 2    | Klaus Kröll          | Austria | 1:17,25 |
| 3    | Stephan Görgl        | Austria | 1:17,46 |
| 4    | Manuel Kramer        | Austria | 1:17,57 |
| 5    | Christoph Alster     | Austria | 1:17,65 |
| 6    | Michael Zach         | Austria | 1:17,74 |
| 7    | Joachim Puchner      | Austria | 1:17,81 |
| 8    | Johannes Unterberger | Austria | 1:17,98 |
| 9    | Romed Baumann        | Austria | 1:18,03 |
| 10   | Otmar Striedinger    | Austria | 1:18,19 |

Data: 23 marzo

Località: Saalbach-Hinterglemm

Pista: Zwölfer

Partenza: 1 650 m s.l.m.

Arrivo: 1 060 m s.l.m.

Dislivello: 590 m

#### Slalom gigante

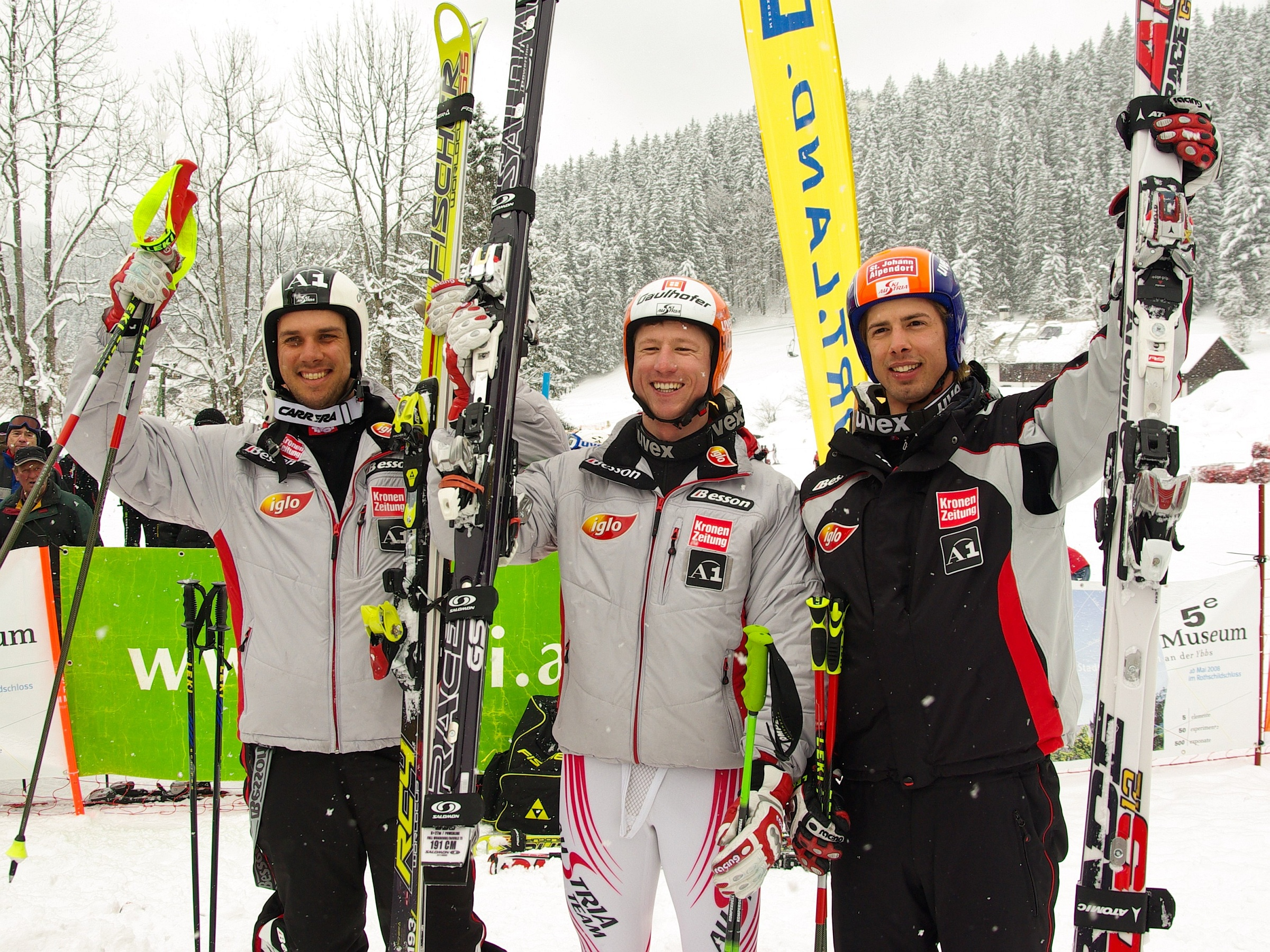
Il podio: da sinistra, Mario Matt (argento), Hannes Reichelt (oro) e Joachim Puchner (bronzo)

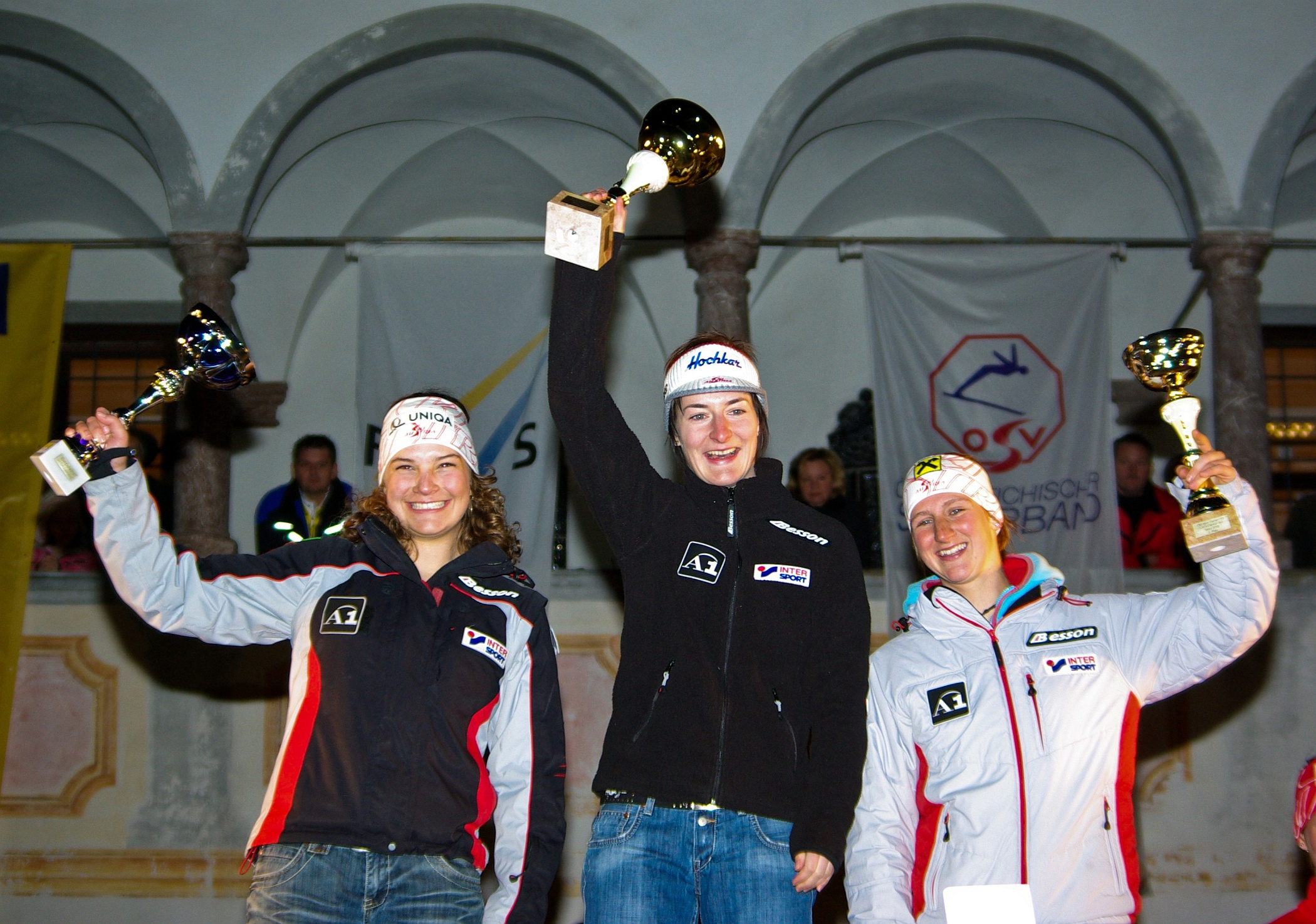
Il podio: da sinistra, Ramona Siebenhofer (argento), Kathrin Zettel (oro) e Karin Hackl (bronzo)

| Pos. | Atleta           | Nazione   | Tempo   |
| ---- | ---------------- | --------- | ------- |
| 1    | Hannes Reichelt  | Austria   | 1:41,21 |
| 2    | Mario Matt       | Austria   | 1:41,26 |
| 3    | Joachim Puchner  | Austria   | 1:41,51 |
| 4    | Hannes Brenner   | Austria   | 1:41,55 |
| 5    | Kryštof Krýzl    | Rep. Ceca | 1:41,57 |
| 6    | Stephan Görgl    | Austria   | 1:41,62 |
| 7    | Marcel Hirscher  | Austria   | 1:41,65 |
| 8    | Christoph Nösig  | Austria   | 1:41,78 |
| 9    | Michael Zach     | Austria   | 1:41,80 |
| 10   | Christian Walder | Austria   | 1:41,87 |

Data: 20 marzo

Località: Lackenhof

Pista: Distelpiste

Partenza: 1 140 m s.l.m.

Arrivo: 880 m s.l.m.

Lunghezza: 1 090 m

Dislivello: 260 m

#### Slalom speciale

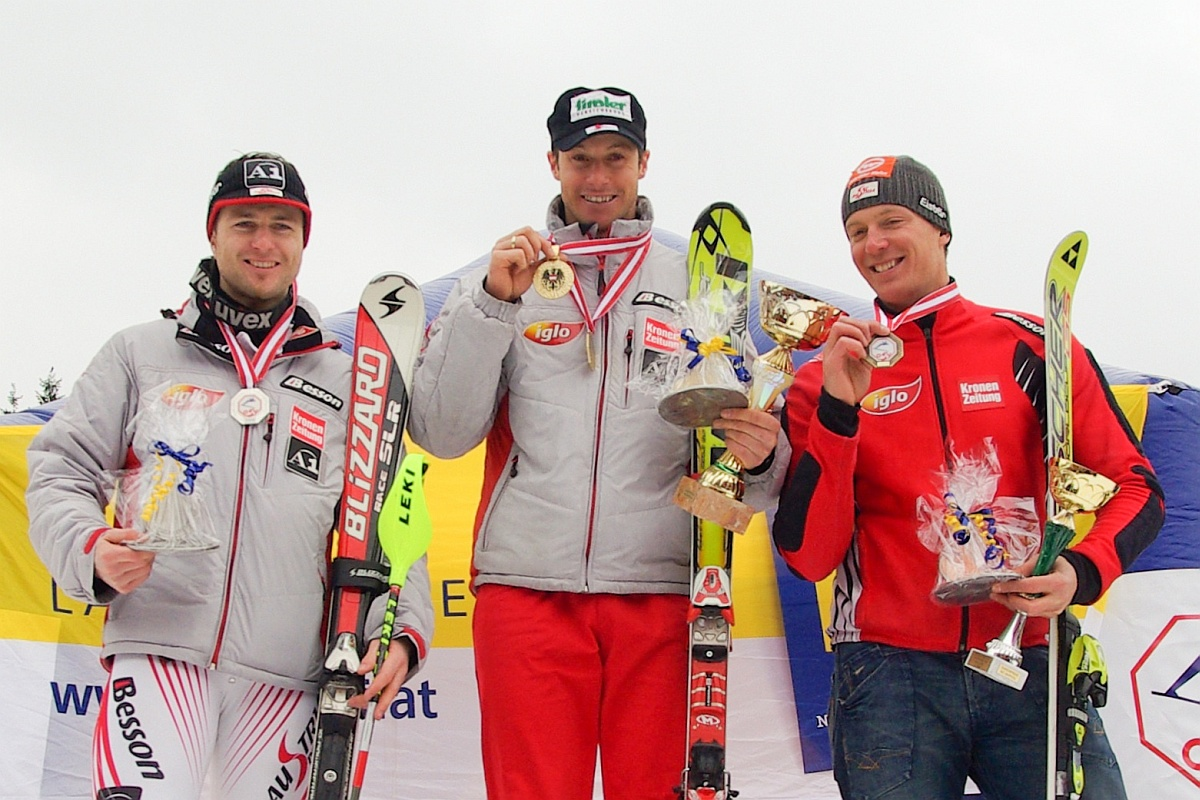
Il podio: da sinistra, Reinfried Herbst (argento), Manfred Pranger (oro) e Andreas Omminger (bronzo)

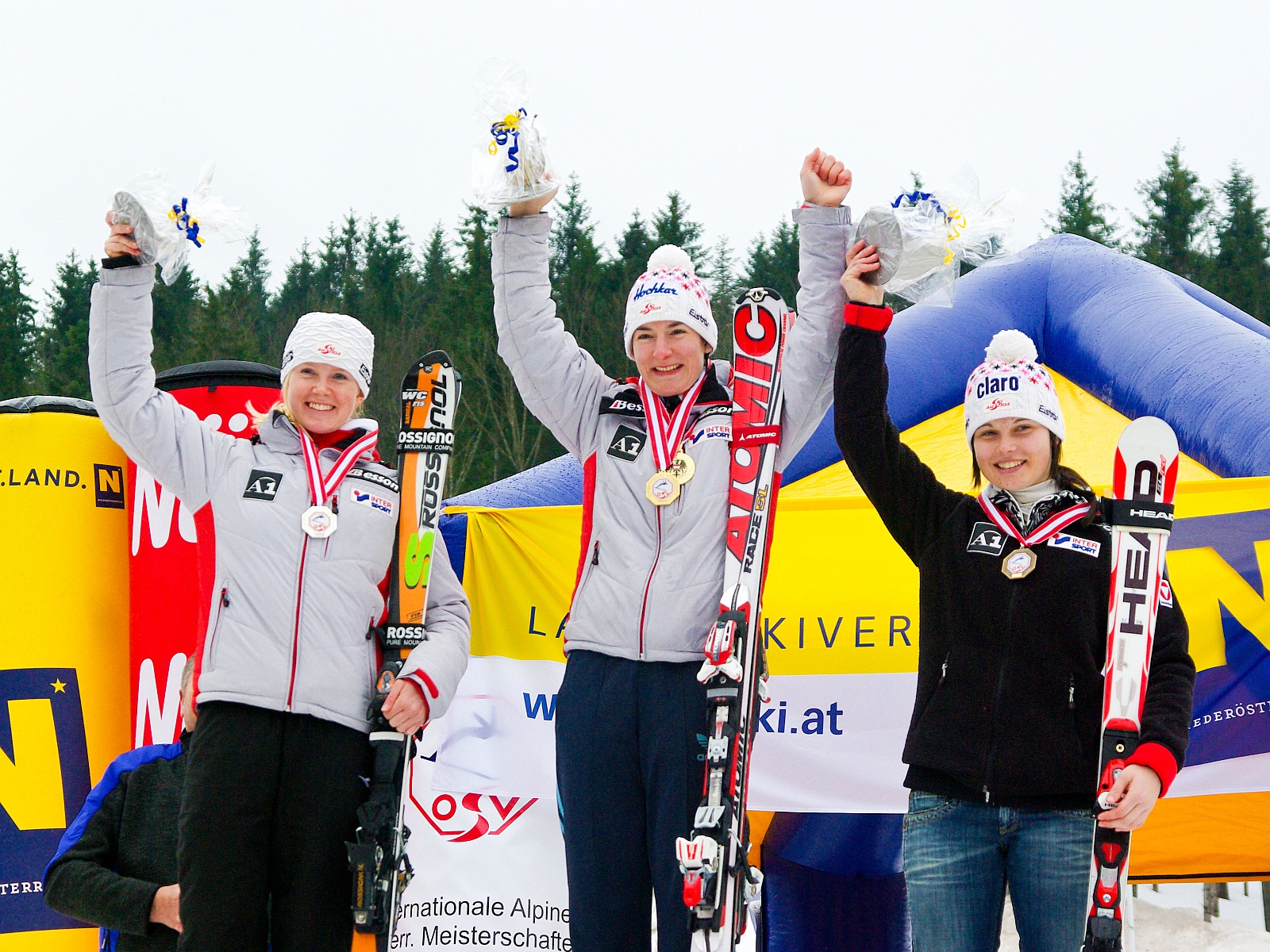
Il podio: da sinistra, Alexandra Daum (argento), Kathrin Zettel (oro) e Anna Fenninger (bronzo)

| Pos. | Atleta            | Nazione     | Tempo   |
| ---- | ----------------- | ----------- | ------- |
| 1    | Manfred Pranger   | Austria     | 1:42,60 |
| 2    | Reinfried Herbst  | Austria     | 1:43,40 |
| 3    | Andreas Omminger  | Austria     | 1:44,39 |
| 4    | Patrick Bechter   | Austria     | 1:44,62 |
| 5    | Natko Zrnčić-Dim  | Croazia     | 1:44,72 |
| 6    | Thomas König      | Austria     | 1:46,98 |
| 7    | Dejan Todorov     | Bulgaria    | 1:47,39 |
| 8    | Alwin de Quartel  | Paesi Bassi | 1:48,07 |
| 9    | Cornelius Deuring | Austria     | 1:48,41 |
| 10   | Ivan Ratkić       | Croazia     | 1:48,47 |

Data: 21 marzo

Località: Lackenhof

Pista: Distelpiste

Partenza: 1 225 m s.l.m.

Arrivo: 1 050 m s.l.m.

Dislivello: 157 m

#### Combinata
| Pos. | Atleta              | Nazione |
| ---- | ------------------- | ------- |
| 1    | Thomas König        | Austria |
| 2    | Clemens Nagiller    | Austria |
| 3    | Lukas Tippelreither | Austria |

Data: 20-23 marzo

Località: Lackenhof, Saalbach-Hinterglemm

Classifica stilata attraverso i piazzamenti ottenuti
in supergigante, slalom gigante e slalom speciale

### Donne

#### Discesa libera
La gara, in programma il 1º aprile a Saalbach-Hinterglemm, è stata annullata.

#### Supergigante
| Pos. | Atleta              | Nazione | Tempo   |
| ---- | ------------------- | ------- | ------- |
| 1    | Nicole Schmidhofer  | Austria | 1:20,29 |
| 2    | Stefanie Köhle      | Austria | 1:21,26 |
| 3    | Ramona Siebenhofer  | Austria | 1:21,63 |
| 4    | Eva-Maria Brem      | Austria | 1:21,71 |
| 5    | Stefanie Moser      | Austria | 1:21,76 |
| 6    | Mariella Voglreiter | Austria | 1:21,95 |
| 7    | Margret Altacher    | Austria | 1:22,26 |
| 8    | Karin Nagy          | Austria | 1:22,52 |
| 9    | Carmen Thalmann     | Austria | 1:22,54 |
| 10   | Sabrina Baumgartner | Austria | 1:22,56 |

Data: 23 marzo

Località: Saalbach-Hinterglemm

Pista: Zwölfer

Partenza: 1 650 m s.l.m.

Arrivo: 1 060 m s.l.m.

Dislivello: 590 m

#### Slalom gigante
| Pos. | Atleta             | Nazione  | Tempo   |
| ---- | ------------------ | -------- | ------- |
| 1    | Kathrin Zettel     | Austria  | 1:37,80 |
| 2    | Ramona Siebenhofer | Austria  | 1:39,96 |
| 3    | Karin Hackl        | Austria  | 1:40,55 |
| 4    | Stefanie Köhle     | Austria  | 1:40,71 |
| 5    | Frida Hansdotter   | Svezia   | 1:40,74 |
| 6    | Carmen Thalmann    | Austria  | 1:40,75 |
| 7    | Stefanie Moser     | Austria  | 1:40,76 |
| 8    | Nicole Schmidhofer | Austria  | 1:40,96 |
| 9    | Eva-Maria Brem     | Austria  | 1:41,35 |
| 10   | Rabea Grand        | Svizzera | 1:41,88 |

Data: 18 marzo

Località: Lackenhof

Pista: Distelpiste

Partenza: 1 140 m s.l.m.

Arrivo: 880 m s.l.m.

Lunghezza: 1 090 m

Dislivello: 260 m

#### Slalom speciale
| Pos. | Atleta             | Nazione  | Tempo   |
| ---- | ------------------ | -------- | ------- |
| 1    | Kathrin Zettel     | Austria  | 1:51,63 |
| 2    | Alexandra Daum     | Austria  | 1:52,49 |
| 3    | Anna Fenninger     | Austria  | 1:52,79 |
| 4    | Carmen Thalmann    | Austria  | 1:52,93 |
| 5    | Ramona Siebenhofer | Austria  | 1:53,42 |
| 6    | Michaela Nösig     | Austria  | 1:53,62 |
| 7    | Mizue Hoshi        | Giappone | 1:53,81 |
| 8    | Karin Hackl        | Austria  | 1:53,87 |
| 9    | Nicole Hosp        | Austria  | 1:54,10 |
| 10   | Karen Persyn       | Belgio   | 1:54,11 |

Data: 17 marzo

Località: Lackenhof

Pista: Distelpiste

Partenza: 1 030 m s.l.m.

Arrivo: 840 m s.l.m.

Dislivello: 190 m

#### Combinata
| Pos. | Atleta             | Nazione |
| ---- | ------------------ | ------- |
| 1    | Ramona Siebenhofer | Austria |
| 2    | Carmen Thalmann    | Austria |
| 3    | Eva-Maria Brem     | Austria |

Data: 17-23 marzo

Località: Lackenhof, Saalbach-Hinterglemm

Classifica stilata attraverso i piazzamenti ottenuti
in supergigante, slalom gigante e slalom speciale